# Internucleaire oftalmoplegie
Bij internucleaire oftalmoplegie is er sprake van zwakte (of verlamming) van horizontale oogbewegingen. Deze oogbewegingen worden aangestuurd door de vezels van de nervus oculomotorius en de nervus abducens. De zenuwkernen van de genoemde twee hersenzenuwen zijn verbonden; zo zijn geconjugeerde horizontale oogbewegingen mogelijk.
Bij een laesie tussen de kern van de nervus abducens en de nervus oculomotorius (een internucleaire laesie van de verbindende zenuwbaan; de fasciculus longitudinalis medialis, FLM) is de samenwerking van de oogspieren gestoord. Aan de ipsilaterale kant van de laesie is de adductie van het oog beperkt en de abductie van het contralaterale oog laat een nystagmus zien.
Voorbeeld: Wanneer een patiënt met een eenzijdige internucleaire oftalmoplegie van de rechter FLM naar links kijkt, zal het rechteroog geen adductie vertonen. Het blijft dan in zijn neutrale stand (recht vooruit kijkend) staan. Het linkeroog daarentegen zal wel kunnen abduceren, er is een nystagmus zichtbaar.
De FLM is meestal beiderzijds aangedaan (doordat ze anatomisch gezien vlak naast elkaar lopen) waardoor er een nystagmus aan beide kanten bestaat.
Bij een convergerende oogbeweging kan een patiënt met een internucleaire oftalmoplegie wel beide ogen adduceren omdat het convergeren der ogen wordt aangestuurd vanuit het mesencephalon.